# Dicaeum vulneratum
A Dicaeum vulneratum a madarak osztályának verébalakúak (Passeriformes) rendjébe és a virágjárófélék (Dicaeidae) családjába tartozó faj.

## Rendszerezése
A fajt Alfred Russel Wallace brit természettudós írta le 1863-ban.

## Előfordulása
Indonéziához tartozó Maluku-szigetek területén honos. Természetes élőhelyei a szubtrópusi és trópusi síkvidéki és hegyi esőerdők. Állandó, nem vonuló faj.

## Megjelenése
Testhossza 9 centiméter.

## Életmódja
Főleg nektárral táplálkozik, de fagyöngyök gyümölcsét és pollenjét is fogyasztja.

## Természetvédelmi helyzete
Az elterjedési területe kicsi, egyedszáma ugyan csökken, de még nem éri el a kritikus szintet. A Természetvédelmi Világszövetség Vörös listáján nem fenyegetett fajként szerepel.